# موسی بن عقبه
ابومحمد موسی بن عقبه بن ابی عیاش قرشی از موالیان آل زبیر، در مدینه متولد شد و در سال ۱۴۱ هجری درگذشت. از سیره نویسان و از ثقات حدیث است.

## تاریخ تولد
منابع تاریخ تولد وی را ذکر نکرده‌اند، تنها بنا بر گفته خودش در سال ۶۸هجری هنگامی که عبدالله ابن عمر در مکه حج می‌گزارد، او را دیده‌است، پس بنا به نقل او این دیدار در زمانی صورت گرفته‌است که در سن نوجوانی و واجد شرایط انجام حج بوده‌است.

## درک او از صحابه
موسی بن عقبه از صغار تابعین شمرده می‌شود. تعدادی کمی از اصحاب همچون ابن عمر و جابر، انس بن مالک را درک کرده‌است. او از دیگر صحابی زن ام خالد یعنی همسر زبیر بن عوام حدیث نقل کرده‌است. بخاری در صحیح خود و احمد در مسندش از موسی بن عقبه روایتی را که راوی آن ام خالد بوده‌است، نقل کرده‌اند.
او تعداد زیادی از بزرگان تابعین را دیده‌است از جمله علقمه بن وقاص اللیثی، ابو سلمه بن عبدالرحمان، سالم بن عبدالله بن عمر و برادرش حمزه، عبدالرحمان بن هرمز الاعرج، نافع بن جبیر بن مطعم، نافع، مولی ابن عمر، و عروه بن زبیر، عکرمه مولی ابن‌عباس، زهری، عبدالله بن ذکوان، محمد بن منکدر و عطاء السلیمی. همان‌طور که از عبدالله بن دینار، محمد بن یحیی بن حبان و حمزه بن عبدالله بن عمر نیز روایت شده‌است.

## تالیفات
در منابع از موسی بن عقبه غیر از کتاب المغازی او اثر تألیفی دیگری ذکر نشده‌است. کتابی که به واسطه آن مشهور گردید و از اولین کسانی است که به نوشتن سیره و مغازی پرداخته‌است. هرچند که کتاب او از بین رفته‌است ولی در آثار نویسندگان بعد از او از این کتاب نام برده شده‌است. کتاب او در این اواخر پیدا شد وتوسط محمد الطبرانی (عضو انجمن عالی علمی کشور مراکش) منتشر شد.

## دیدگاه علما دربارهٔ او
موسی بن عقبه و کتاب المغازی وی از نظر دانشمندان بسیار مورد توجه بوده‌است. بسیاری از دانشمندان به او اعتماد دارند و نسبت به صداقت و امانتداری او مطمئن بوده‌اند. از جمله کسانی که او را تحسین می‌کردند مالک بن انس است که می‌گوید: "بر شما باد به کتاب المغازی مرد صالح، موسی بن عقبه، چرا که از مغازی او صحیحتر یافت نشود. "و باز از او نقل است که: بر شما باد به المغازی موسی بن عقبه، زیرا او ثقه و قابل اعتماد است، سفیان بن عیینه هم گفته‌است: «من به خاطر موسی بن عقبه به مدینه می‌آمدم و وقتی او فوت کرد، مدینه را ترک کردم.» و ذهبی در مورد او گفته: «او ثقه و مورد اعتماد و کثیر الحدیث بود.» نووی اظهار داشته‌است که علما «بر ثقه بودن او اتفاق نظر داشتند و بخاری و مسلم از او روایت کرده‌اند.» او همچنین می‌گوید: "او قابل اعتماد بود و از صغار تابعین. ابن حجر عسقلانی درباره‌اش می‌گوید: «او فقیهی امین است در المغازی».

## مرگ او
همه منابع درگذشت او را در سال ۱۴۱ هجری قمری و در مدینه می‌دانند و در همان‌جا به خاک سپرده شده‌است.